# Protection anticopie

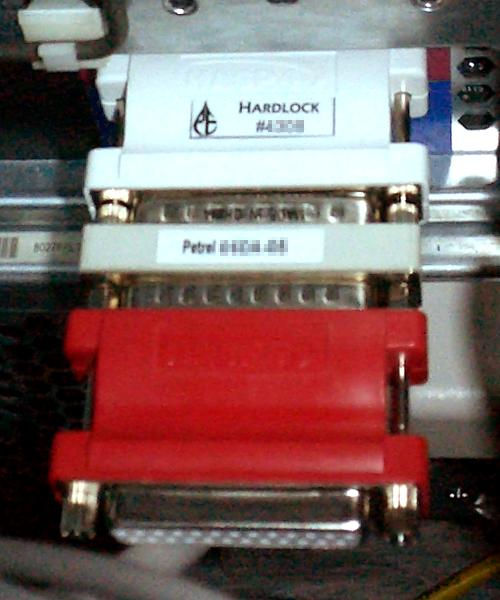
Un parallèle-port-dongle pour la protection du copiage.

Anti copie ou anti-copie qualifie tout appareil, circuit électronique, système, dispositif ou logiciel qui a pour but de protéger une source audio, vidéo ou multimédia contre la duplication, la copie ou la reproduction, même partielle de son contenu. 
Depuis que les moyens de reproduction de supports originaux se sont à la fois démocratisés et perfectionnés, la copie considérée comme illégale s'est considérablement développée. L'industrie artistico-culturelle, studios, éditeurs, producteurs, distributeurs, ayants droit et créateurs ont été confrontés au problème technique de l'anti-copie. Ainsi, certaines sociétés commerciales se sont spécialisées dans la conception de techniques de protection anti-copie.

## Principes juridiques
Dans de nombreux pays, tels que les États-Unis, la copie à usage de duplication domestique (une copie de secours afin de ne pas user l'original) est tolérée. De plus, les logiciels déverrouillant les dispositifs anti-copie ont été jugés légaux et sont donc librement commercialisés sur ce territoire.
En France, une spécificité règlementaire est en vigueur : le principe de la « copie privée » assortie de la notion de « cadre familial ». Juridiquement, il est toléré qu'un enregistrement audio ou vidéo puisse circuler dans un même foyer (parents et enfants). Dès lors que cet enregistrement sort de ce strict cadre (oncle, cousins, grands-parents, neveux, amis, etc.), il est interdit de visionner, écouter, reproduire, prêter ou céder ce support, même à titre purement gratuit.

## Principes techniques
On distingue deux types de procédés anti-copie. Le plus ancien est de type analogique et le plus récent est numérique. Par exemple, en présence du signal analogique Macrovision, un lecteur vidéo VHS, un lecteur DVD, un démodulateur satellitaire, un récepteur câble, ou toute émission de télévision encodée avec Macrovision, cela délivre à un enregistreur video un signal avec une luminance vidéo (Y) modifiée. Cela donne, à la lecture de l'enregistrement, une image flottante verticalement, voire totalement occultée. En cause: la commande automatique de gain vidéo lors de l'enregistrement perturbée.
Dans la version numérique, les dispositifs tels que Macrovision nécessitent des circuits et logiciels spécifiques lesquels font partie intégrante des récepteurs, lecteurs ou enregistreurs numériques ou vont perturber le fonctionnement des ordinateurs censés copier ou dupliquer le support original. 
La plupart des appareils vidéo enregistreurs (DVD, Blu-ray, disque dur, etc.) interdisent tout enregistrement « protégé » par le système CSS des signaux perturbateurs comme Macrovision, ou ses concurrents comme ARccOS, et stoppent l'enregistrement en affichant un message spécifique tel que « copie interdite » ou entraînent un bug, un plantage et un message d'erreur.
Pour la protection numérique des vidéogrammes enregistrés (DVD vidéo, Blu-ray et HD DVD), les systèmes anti copie sont intimement intégrés dans le support lui-même (le disque numérique). Il peut venir perturber la table des matières numérique de la lecture en insérant des « trous » que la plupart des lecteurs de salon compenseront alors qu'un lecteur/graveur d'ordinateur refusera de lire. Il peut également créer des pistes « fantômes », des séquences vides, des ordres contradictoires que l'ordinateur interprétera comme des dysfonctionnements ou une rayure sur le support.

## Limites et dysfonctionnements
Les dispositifs et systèmes anti-copie sont parfois considérés comme une nuisance car si le signal traverse les circuits d'un magnétoscope ou d'un appareil auxiliaire avant d'arriver au téléviseur, même sans volonté d'enregistrer, la vidéo devient illisible à l'écran. Ce phénomène peut survenir avec les combinés TV-magnétoscope. Certains appareils vidéos de haute définition sont également perturbés par ces signaux.
Les dispositifs et système d'anti-copie numérique ne garantissent pas un fonctionnement normal de la totalité des lecteurs de salon. Ainsi, même avec le disque original légalement acheté ou loué dans le commerce, certains dysfonctionnements peuvent survenir avec une platine de salon : refus total de lecture, coupures intempestives, gel d'image, son hachuré ou désynchronisation, macroblocs et autres perturbations de l'image ou de la continuité de lecture. 

## Parade contre la protection anti-copie
Pour les dispositifs analogiques, il existe des appareils à intercaler entre la sortie vidéocomposite du lecteur source et l'enregistreur. Ces « correcteurs » sont censés officiellement stabiliser et améliorer l'image.
Pour les ordinateurs (intégrant un graveur ou un disque dur), quelques logiciels spécialisés permettent de contourner, supprimer et « réparer » les supports intégrant la protection anti-copie et les rendre « déprotégés ».

## Dispositifs et systèmes
- CD-Cops (en) est la première protection de CD-ROM qui utilise la géométrie du support de CD-ROM plutôt qu'une "marque" cachée. Il a été inventé en 1996 par Danish Link Data Security, connu pour sa sécurité Cops Copylock clé-disquette utilisée dans les années 1990 par Lotus 1-2-3.
- LaserLock (en) est une technique de restriction de copie de CD-ROM. Il fonctionne en incluant un répertoire caché sur le CD qui contient des données corrompues. Lorsque le disque est copié, le périphérique de lecture rencontre des erreurs dues au répertoire caché[1].
- Copy Control était le nom générique d'un système de prévention des copies, utilisé de 2001 à 2006 sur plusieurs versions de disques audio numériques par EMI Group et Sony BMG Music Entertainment dans plusieurs régions (Europe, Canada, États-Unis et Australie). Il ne faut pas confondre avec le système de protection contre la copie du logiciel CopyControl introduit par Microcosm Ltd en 1989.
- Safedisc (en) : Développée par Macrovision. Protection très courante dans le domaine des jeux vidéo dans la première moitié des années 2000 mais en perte de vitesse aujourd'hui.
- SecuROM : Développée par Sony DADC. Un temps en concurrence avec Safedisc, cette protection revient aujourd'hui en concurrence à StarForce.
- StarForce : Développée par Protection Technology. Cette protection est réputée pour son efficacité (il est difficile de la « casser ») mais est tout autant célèbre pour les polémiques qu'elle a engendrées (installation opaque de pilotes spécifiques, détérioration de lecteurs CD/DVD, etc.).
- Tagès (en) : Développée par la société Thales (ex-Thomson-CSF). Une protection pour le moment peu fréquente.
- TOC illégale : Une protection à la fois simple et ingénieuse mais qui n'a pas leurré bien longtemps les logiciels de gravure.